# 다큐멘터리 인물과 사건
다큐멘터리 인물과 사건은 KBS 제1라디오의 다큐멘터리 시대현안에 본격적으로 접근하고, 주요 인물의 행적을 조망하는 라디오 드라마 프로그램이다. 2008년 4월 20일 자로 5년만에 폐지되었다.

## 성우진
- 진행·해설:임채헌
  - 전임 진행·해설:이주연

## 기획
- 성대경
- 윤석훈

## 음악
- 박복규

## 효과
- 신현파
- 장찬희
- 김성필
- 노동걸
- 정영민

## 기술
- 이흥규
- 이현주

## 극본
- 서현이
- 노희준
- 최진
- 조윤미